# Oshin de Armenia
Oshin (en armenio: Օշին  (1282 – 20 de julio de 1320) fue Rey de Armenia, entre 1307 a 1320. Era miembro de la familia Hetoumida, hijo de León II, rey de Armenia y la reina Keran.
Oshin se convirtió en rey a la muerte de su sobrino León III y de su hermano Haitón a manos del general mongol Bilarghu. Recibió el apoyo del ilkan Oljeitu, que ordenó la ejecución de Bilarghu en respuesta a sus asesinatos.
Oshin favoreció una unión de las iglesias Armenia y Romana, que despertó rechazo popular. En 1309, ordenó la ejecución del tío de su mujer Oshin, mariscal de Armenia, por el asesinato de su hermano Teodoro III.
Su hermana Isabel de Armenia se había casado con Amalarico de Tiro, y cuándo Amalarico usurpó el gobierno de Chipre a su hermano Enrique II de Chipre, Enrique fue retenido en Armenia por Oshin. No obstante, fue liberado y regresó a Chipre tras el asesinato de Amalarico en 1310.
Oshin se casó en tres ocasiones:
- Primero con su prima, Isabel de Korikos, con quien tuvo un hijo, León IV (nacido 1309). Murió en 1310.
- Segundo con Isabel de Lusignan, hija del Rey Hugo III de Chipre y viuda de Constantino de Neghir, Señor de Partzerpert. Oshin se divorció de ella antes de 1316. Isabel murió en 1319.
- Tercero con Juana de Tarento en febrero de 1316 en Tarso. Le dio un hijo, Jorge (1317– después de 1323).

A su muerte en julio de 1320, Oshin fue sucedido por su hijo menor León IV. Se creyó popularmente Oshin fue envenenado por su primo (y cuñado) Oshin de Córico.